# Piedra de lectura

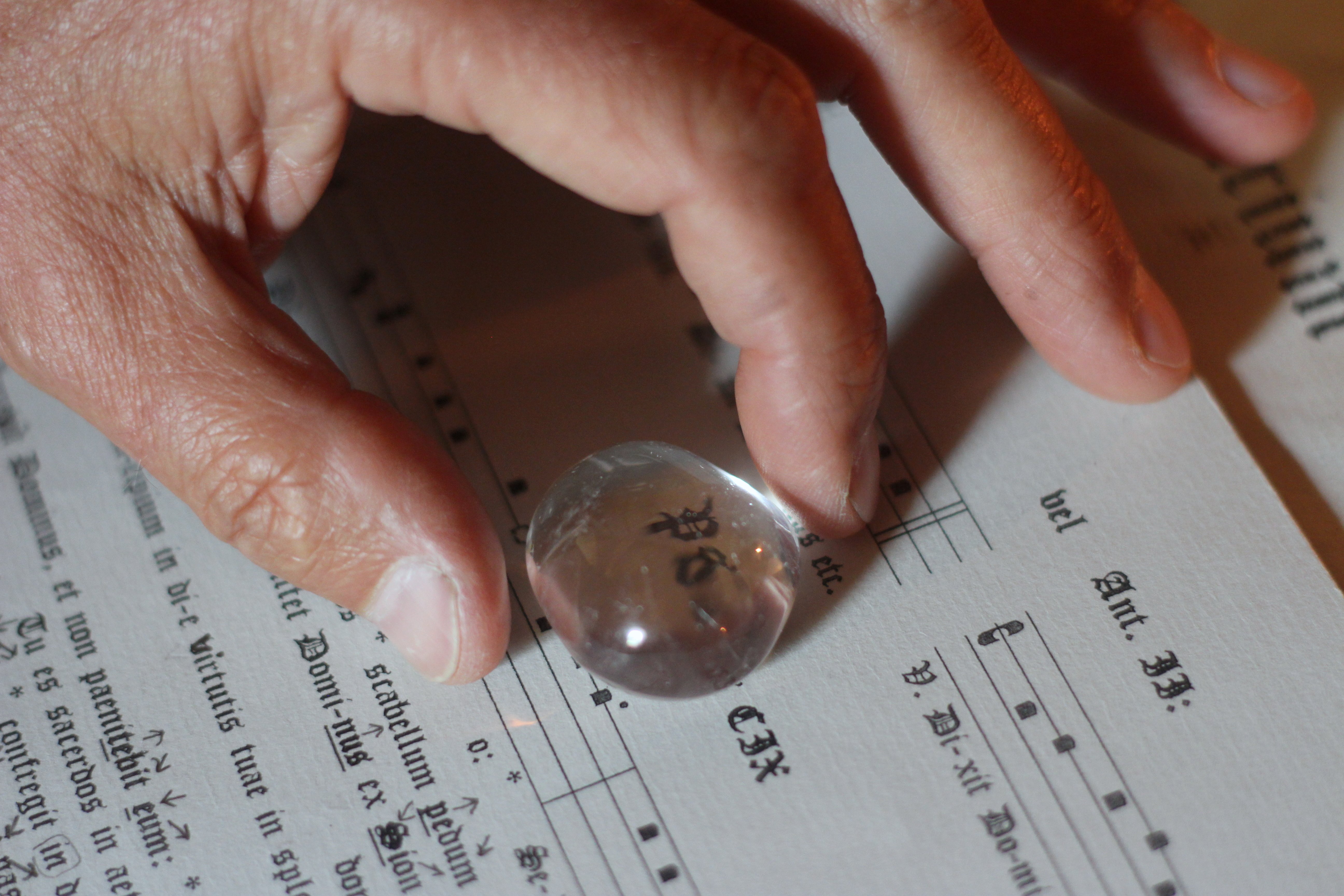
Piedra de lectura

Una piedra de lectura era un objeto semiesférico de cristal que se usaba en la antigüedad para ampliar textos, antecesor a las lupas y lentes modernos, que facilitaba la lectura de cartas o libros en condiciones de baja visibilidad y que era de gran ayuda para personas con presbicia.
Aunque no hay un inventor reconocido de la piedra de lectura, se cree que fue inventada por Abbás Ibn Firnás, un científico Andalusí del período Omeya que descubrió un método para tallar cristal; un arte hasta entonces solo conocido por los egipcios. Su descubrimiento permitió moldear y pulir cristal para crear piedras de lectura y lentes correctivas; un reconocido invento de Ibn Firnas.
El uso de las piedras de lectura se extendió por toda Europa en el siglo XI, aunque hacia el siglo XIII entraron en desuso debido a la invención de las gafas. Se conocen piedras de lectura hechas de cristal de roca y berilo pulidos.
Hay un hallazgo conocido como «Lentes de Visby» de la isla de Gotland en Suecia, que bien podrían ser piedras de lectura, aunque otros afirman que eran componentes de un telescopio más antiguo que el inventado en el siglo XVII.